# 博客网
博客网，原名博客中国，由网络评论人士方兴东于2004年上半年创建。

## 网站名称
“博客”一词，最先来自方兴东对“Blogger”（網誌作者）的翻译，不过在这个译法中，“博客”同时也指“Blog”（網誌）—— Blog是Weblog的簡寫。

 
由于译名本身的模糊性，以及博客中国与同类網誌网站间的矛盾，还有方兴东本人与其他網誌作者之间的矛盾，故一些中国網誌作者对这一译名表示异议。在臺灣，人们常將“Blog”稱為“部落格”、“部落閣”等。

## 事件
博客网在初期有较少量的Blogger，即“专栏作者”。2004年，当木子美在网络上发表遗情书时，博客网适时进行了宣传，并随后聘请木子美担任网站的公关经理。
博客中国于2005年上半年改名为博客网，并作了重大改版，以突出方兴东要建立“全球第一博客门户”的信念。方兴东表示，博客是下一代网络发展的主要方向；另外，他还多次表示，博客网要迅速发展，超过目前的中文网络门户新浪网。此后，博客网迅速发展，工作人员增长到400多人。博客网的改版不仅体现在专栏作家的位置变化，而且也表现在版面内容，版面中引入了新闻和各类其它信息。
网志作者王吉鹏于2004年在博客网上发表系列文章，揭露中文三大门户网站——新浪、搜狐、网易中存在大量色情内容，引起中国大陆的广泛关注。王吉鹏后受聘为博客网工作。